# Marco Spada
Personnages
- Baron de Torrida (basse)
- Federici (ténor)
- Comte Pepinelli (ténor)
- Fra Borromeo (baryton)
- Gouverneur (basse)
- Geronio (basse)
- Angela, amoureuse de Federici (soprano)
- La Marquise (soprano)

Marco Spada (ou La Fille du bandit) est un opéra-comique en trois actes d'Auber selon un livret d'Eugène Scribe. La première se tint le 21 décembre 1852 à la deuxième  Salle Favart (Paris).

## Argument
L'histoire se passe en Romagne vers 1830.

### Acte I
Au château du baron à la campagne
Le prince Osorio, gouverneur de Rome, prévoit un voyage en Adriatique, et sa nièce, la marquise Sampieri (Santpieri), et son conseiller, le comte Pepinelli, devraient l'accompagner. Il a peur d'une attaque de bandits dirigés par Marco Spada. Angela, la fille du baron de Torrida, les héberge.

### Acte II
Au palais du gouverneur à Rome
Le comte Pepinelli déclare son amour à la marquise, mais il est désavoué. Lors d'un concert avec bal, au cours duquel Angela chante une déclaration d'amour en quatre langues, des rumeurs se sont répandues selon lesquelles Marco Spada ferait partie des personnes présentes. Le franciscain Fra Borromeo, qui avait été retenu captif par les bandits, est amené dans la salle pour identifier le chef des bandits. Mais il ne peut pas le découvrir. En partant, son regard tombe sur le baron de Torrida, Angela et son amoureux perdu depuis longtemps, le comte Federici, qui est aussi le neveu du gouverneur. Finalement, il identifie le baron comme le chef des bandits, mais n'en informe qu'Angela et Federici. Angela décide de rester avec son père malgré tout et de renoncer à son amant. Celui-ci a annonce alors ses fiançailles avec la marquise. 

### Acte III
Falaises de la côte albanaise
Dans la cachette des voleurs. Le baron alias Marco Spada a été grièvement blessé au cours d'une escarmouche avec les carabiniers. Pepinelli et la marquise, tous deux capturés, sont menés les yeux bandés. Ils sont obligés de se marier; Fra Borromeo est censé organiser la cérémonie de mariage et ouvrir ainsi la voie à l'amour entre Angela et Federici. Marco Spada meurt de ses blessures après avoir consenti à leur amour.

## Forme musicale
L'œuvre a la forme d'un « opera a numeri », ce qui était encore courant jusqu'au milieu du XIXe siècle. Elle se compose de 17 numéros, six dans le premier acte, cinq dans le deuxième et six encore dans le troisième acte. Entre les fichiers, un entracte fournit la musique de fond pour les pauses. Auber a prévu huit voix pour cet opéra, six voix masculines et deux voix féminines. Les personnages sont : 
- Basse, Basse chantante (basso cantate) pour le rôle-titre Baron de Torrida
- Ténor lyrique pour le comte Federici
- Ténor comique pour le comte Pepinelli
- Baryton pour le moine Fra Borromeo
- Basse pour le Gouverneur
- Basse pour Geronio
- Soprano (Chanteuse légère) pour Angela, amoureuse de Federici
- Soprano dans le style de Madame Dugazon pour la Marquise[3].

## Adaptation en ballet
Cette œuvre a été adaptée trois fois en ballet. La première chorégraphie est de Joseph Mazilier en 1857 à l'opéra de Paris avec Amalia Ferraris et Carolina Rosati.
Deux versions sont du fait de Pierre Lacotte; la première est présentée en 1981 à l'opéra de Rome. Les rôles principaux sont tenus par Rudolf Noureev en Baron/chef des bandits et Ghislaine Thesmar, sa fille Angela.
Le ballet du Bolchoï à Moscou l'inscrit à son répertoire en 2014. La première dans une chorégraphie, costumes et décors de Pierre Lacotte se déroule le 8 novembre 2013 au théâtre du Bolchoï. Les rôles principaux sont tenus par David Hallberg en Marco Spada, Evguenia Obraztsova (Angela), Olga Smirnova (marquise Sampietri), Semion Tchoudine (comte Federici) et Igor Tsvirko (comte Pepinelli).